# Escuelas residenciales indígenas de Canadá

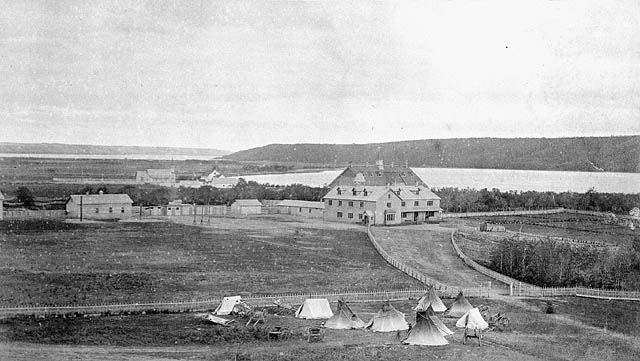
El Internado para Indios Qu'Appelle en Lebret, Assiniboia, Territorios del Noroeste, hacia 1885

El sistema de escuelas residenciales para indios de Canadá era una red de internados de asistencia obligatoria para niños indígenas  fundada por el departamento de Asuntos Indios del Gobierno de Canadá y administrada por Iglesias cristianas. 
El sistema se creó para apartar a los niños indígenas de la influencia de su propia cultura y forzar su asimilación con la cultura dominante en Canadá. A lo largo de la existencia del sistema, más de 100 años, unos 150 000 niños fueron enviados a estos internados en todo el país. Hacia la década de 1930, se calcula que alrededor del 30% de los niños indígenas estaban internados en este sistema. Se desconoce el número de muertes relacionadas con estas escuelas, las estimaciones oscilan entre 3200 y más de 30 000.
El sistema se creó gracias a leyes aprobadas antes de la Confederación Canadiense pero se activó por primera vez tras la aprobación de la Ley sobre los Indios en 1876, siendo primer ministro Alexander Mackenzie. Durante la presidencia de John Alexander Macdonald, el gobierno adoptó el sistema de internados industriales de los Estados Unidos, una asociación entre el Gobierno y varias organizaciones religiosas. Una enmienda a la Ley sobre los Indios durante el gobierno de Mackenzie Bowell obligó a los niños de las Primeras Naciones a asistir a una escuela regular, profesional o residencial. La gran distancia de muchos asentamientos indígenas a centros educativos hizo que los internados fueran la única opción para numerosas familias. Las escuelas se ubicaban intencionadamente lejos de las comunidades indígenas para reducir al mínimo el contacto entre las familias y los niños. El comisionado para Asuntos Indios Hayter Reed defendió este distanciamiento para evitar el contacto entre niños y familias, que según él, contrarrestaba los esfuerzos por asimilar a los niños indígenas. Las visitas parentales se restringieron aún más con el sistema de pases, diseñado para confinar a los pueblos indígenas en reservas indias. La última escuela residencial federal se cerró en la provincia de Saskatchewan en 1996.
El sistema de internados tuvo efectos nocivos en los niños indígenas al separarlos de sus padres, privarles de sus lenguas ancestrales y exponer a muchos de ellos a maltrato infantil y abusos sexuales. Los estudiantes estaban también sujetos al sufragio obligatorio como ciudadanos “asimilados” a los que se privaba de su identidad india. Desconectados de sus familias y cultura, y obligados a hablar inglés o francés, los estudiantes que vivieron en los internados se graduaban a menudo sin capacidad para encajar en sus comunidades, pero seguían siendo objeto de actitudes racistas en la sociedad canadiense dominante. Al final, el sistema no fue capaz de interrumpir la transmisión de prácticas y creencias indígenas a las siguientes generaciones. El legado de este sistema se ha vinculado a una creciente prevalencia de estrés postraumático, alcoholismo, drogadicción y suicidio, que aun hoy persisten entre las comunidades indígenas.
Varias comunidades religiosas pidieron disculpas a finales de los años 80 y principios de los 90 por su responsabilidad en el funcionamiento del sistema de internados, y el 11 de junio de 2008, el primer ministro canadiense Stephen Harper ofreció la primera disculpa pública en nombre del Gobierno de Canadá y de los líderes de los demás partidos federales en la Cámara de los Comunes. Nueve días antes se había establecido la Comisión de la verdad y la reconciliación (CVR) para investigar el sistema de internados. La Comisión reunió unos 7000 testimonios de supervivientes de las escuelas mediante reuniones públicas y privadas en eventos locales, regionales y nacionales por todo Canadá. En 2015, la CVR estableció el Centro Nacional de la Verdad y la Reconciliación y publicó un largo informe que recoge con detalle estos testimonios de supervivientes y documentación histórica de la época. El informe concluye que el sistema de internados fue equivalente a un genocidio cultural. En 2021 se anunció el descubrimiento de miles de tumbas sin marcar en terrenos de antiguos internados para niños indígenas.

## Historia
Los intentos de asimilar a los pueblos indígenas de Canadá hunden sus raíces en el colonialismo imperialista centrado en la visión europea del mundo y sus prácticas culturales, así como en un concepto de propiedad de la tierra basado en la doctrina del descubrimiento.: 47–50  Como se explica en el sumario del informe final de la Comisión de la Verdad y la Reconciliación de Canadá (TRC), “Subyacente a estos argumentos era la creencia de que los colonizadores trajeron la civilización a pueblos salvajes que nunca se podrían haber civilizado solos (…) una creencia de superioridad racial y cultural”.: 50 
Esta asimilación comenzó ya en el siglo 17 con la llegada de misioneros franceses a Nueva Francia. Las comunidades indígenas se resistieron a escolarizar a sus niños en las misiones porque no deseaban tenerlos lejos durante largos periodos de tiempo.El establecimiento de internados y escuelas de día gestionadas por órdenes religiosas como los recoletos, los jesuitas y las ursulinas quedó prácticamente abandonado a finales del siglo XVII. La inestabilidad política y las realidades de la vida colonial también fueron determinantes a la hora de suspender los programas educativos: el incremento de huérfanos y expósitos entre los niños colonos limitó los recursos de las iglesias, y los colonizadores se beneficiaban de relaciones favorables con los pueblos indígenas en el comercio de pieles y en objetivos militares.: 3 : 58–60 
Los programas educativos no volvieron a retomarse de manera generalizada por las órdenes religiosas hasta la década de 1820, antes de la introducción de operaciones sancionadas por el estado. Entre ellas, escuelas establecidas por misioneros anglicanos en Manitoba y Ontario con la intención de difundir el cristianismo y animar a los indígenas a adoptar la agricultura de subsistencia para asegurar que no volviesen a sus vidas nómadas originales una vez graduados.

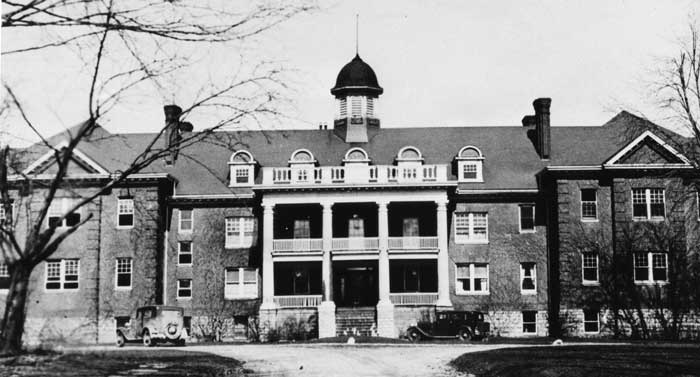
Escuela residencial Mohawk, hacia 1932

Aunque muchas de esas primeras escuelas solo abrieron durante un corto tiempo, los esfuerzos persistieron. El renovado interés en las escuelas residenciales a principios del siglo XIX puede relacionarse con la menor hostilidad militar que soportaban los colonos, sobre todo tras la Guerra anglo-estadounidense de 1812. Sin amenaza de invasión por parte de las fuerzas estadounidenses, las comunidades indígenas dejaron de verse como aliados, y se convirtieron en barreras a los asentamientos permanentes.Este cambio también puede asociarse con la transferencia de responsabilidad para la interacción con las comunidades indígenas, antes en manos de oficiales militares, familiarizados y respetuosos con sus costumbres y forma de vida, a representantes civiles solo preocupados por los asentamientos permanentes de los colonos.: 73–5 
A finales del siglo XIX, el departamento de Asuntos Indios del Gobierno canadiense impulsó el crecimiento del sistema de escuelas residenciales como valioso componente de una política más amplia de integración de los pueblos indígenas en la sociedad eurocanadiense. La TRC descubrió que las escuelas y la separación de los niños de sus familias suponía un genocidio cultural, conclusión que coincide con el historiador John S. Milloy y su argumento de que el sistema estaba diseñado para “matar al indio que hay en cada niño”. A lo largo del tiempo que duró el sistema, más de 100 años, unos 150 000 niños asistieron forzosamente a las escuelas residenciales en todo el país.: 2–3 
: 2–3  Como el sistema estaba diseñado como programa de inmersión, en muchas escuelas, a los niños indígenas se les prohibía y se les castigaba por hablar en sus propias lenguas o practicar sus creencias.
Muchas de las escuelas residenciales fundadas por el Gobierno estaban gestionadas por diferentes Iglesias. Entre 1867 y 1939, el número de escuelas en funcionamiento alcanzó su punto máximo, llegando a 80 en 1931: 44 gestionadas por 16 diócesis católicas y más de 30 comunidades religiosas, 21 gestionadas por la Iglesia Anglicana de Canadá, 13 gestionadas por la Iglesia Unida de Canadá, y 2 gestionadas por la Iglesia Presbiteriana.: 682    Por conveniencia económica, el Gobierno federal utilizó instalaciones de escuelas establecidas por misioneros: el gobierno proporcionaba las instalaciones y el mantenimiento, mientras que las órdenes religiosas se encargaban de los profesores y del programa educativo. Como resultado, el número de escuelas por denominación no fue tanto un reflejo de su presencia en la población general, sino más bien el legado de su labor misionera.: 683 

## Involucramiento gubernamental
Aunque el Acta de América del Norte Británica, 1867 estableció que la educación en Canadá estaba bajo la jurisdicción de los gobiernos provinciales, los pueblos indígenas y sus tratados quedaron bajo la jurisdicción del gobierno federal. Como condición de varios tratados, el gobierno federal acordó proveer educación para los indígenas. Las escuelas residenciales se financiaron bajo el Acta India, por lo que entonces era el Departamento del Interior federal de Asuntos Aborígenes y Desarrollo del Norte de Canadá. Adoptada en 1876 como Un Acta para enmendar y consolidar las leyes respecto a los indios, consolidó todas las leyes anteriores que colocaron a las comunidades indígenas, sus tierras y finanzas bajo control federal. Como explicó la TRC, la ley "hizo de los indios pupilos del estado, incapaces de votar en elecciones provinciales o federales o de ingresar a las profesiones si no renunciaban a su estatus, y limitó severamente su libertad para participar en prácticas espirituales y culturales".: 110 
El informe encargado por el Gobernador General Charles Bagot, titulado Informe sobre los asuntos de los indios en Canadá: 12–17  y conocido como el Informe Bagot, es visto como el documento fundacional del sistema federal de escuelas residenciales. Fue apoyado por James Bruce, 8° Conde de Elgin, quien había quedado impresionado por las escuelas industriales en las Indias Occidentales, y Egerton Ryerson, quien en ese entonces era el Superintendente Jefe de Educación en Alto Canadá.: 15 
El 26 de mayo de 1847, Ryerson escribió una carta para George Vardon, Superintendente Auxiliar de Asuntos Indios, afirmando que "el indio norteamericano no puede ser civilizado o preservado en un estado de civilización (incluyendo hábitos de industria y sobriedad) excepto en conexión con, si no por la influencia de, no solo la instrucción religiosa y el sentimiento sino también de los sentimientos religiosos".: 3  Recomendó expresamente que los estudiantes indígenas fueran educados en un sistema separado, denominacional, solo en inglés, con un enfoque en la formación industrial. Esta carta se publicó en 1898 como un apéndice de un informe más amplio titulado Estadísticas Respecto a las Escuelas Indias.
El Acta de Civilización Gradual de 1857 y el Acta de Enfranquecimiento Gradual de 1869 formaron los cimientos de este sistema antes de la Confederación. Estas leyes asumían la superioridad inherente de las formas francesas y británicas, y la necesidad de que los pueblos indígenas se convirtieran en hablantes de francés o inglés, cristianos y agricultores. En ese momento, muchos líderes indígenas argumentaron para que estas leyes fueran revocadas. El Acta de Civilización Gradual otorgaba 50 acres (202 343 m²) de tierra a cualquier hombre indígena considerado "suficientemente avanzado en las ramas elementales de la educación" y automáticamente lo enfranquecería, eliminando cualquier afiliación tribal o derechos de tratado.: 18  Con esta legislación, y mediante la creación de escuelas residenciales, el gobierno creía que los pueblos indígenas podrían en algún momento ser asimilados a la población general. Las asignaciones individuales de tierras agrícolas requerirían cambios en el sistema comunal de reserva, algo firmemente opuesto por los gobiernos de las Primeras Naciones.: 18–19 
En enero de 1879, John A. Macdonald, primer ministro del entonces Canadá post-Confederación, encargó al político Nicholas Flood Davin escribir un informe sobre el sistema de internados industriales en Estados Unidos.: 154  Conocido ahora como el Informe Davin, el Informe sobre Escuelas Industriales para Indios y Mestizos fue presentado en Ottawa el 14 de marzo de 1879, y abogaba por un enfoque cooperativo entre el gobierno canadiense y la iglesia para implementar la asimilación perseguida por el Presidente de los Estados Unidos Ulysses S. Grant.: 1  El informe de Davin se basó en gran medida en hallazgos adquiridos a través de consultas con funcionarios gubernamentales y representantes de las Cinco Tribus Civilizadas en Washington D. C., y funcionarios eclesiásticos en Winnipeg, Manitoba. Visitó solo una escuela diurna industrial, en Minnesota, antes de presentar sus hallazgos.: 154–8  En su informe, Davin concluyó que la mejor manera de asimilar a los pueblos indígenas era comenzar con los niños en un entorno residencial, lejos de sus familias.: 157 : 12 
Los hallazgos de Davin fueron apoyados por Vital-Justin Grandin, quien consideró que, aunque la probabilidad de civilizar a los adultos era baja, había esperanza cuando se trataba de niños indígenas. Explicó en una carta al ministro de Obras Públicas Hector-Louis Langevin que el mejor curso de acción sería hacer que los niños "lleven una vida diferente a la de sus padres y les hagan olvidar las costumbres, hábitos e idioma de sus ancestros.": 159  En 1883, el Parlamento aprobó $43,000 para tres escuelas industriales y la primera, Escuela Industrial de Battleford, abrió el 1 de diciembre de ese año. Para 1900, había 61 escuelas en funcionamiento.: 161 
El gobierno comenzó a comprar escuelas internado dirigidas por iglesias en la década de 1920. Durante este período, los costos de capital asociados con las escuelas fueron asumidos por el gobierno, dejando los deberes administrativos y de instrucción a los funcionarios eclesiásticos. La esperanza era que, al minimizar los gastos de las instalaciones, los administradores eclesiásticos pudieran proporcionar una instrucción y apoyo de mayor calidad a los estudiantes bajo su cuidado. Aunque el gobierno estaba dispuesto a, y lo hizo, comprar escuelas de las iglesias, muchas fueron adquiridas de forma gratuita dado que el estado de deterioro rampante en los edificios resultó en que no tuvieran valor económico. Las escuelas continuaron siendo mantenidas por iglesias en casos donde no lograron llegar a un acuerdo con funcionarios gubernamentales con el entendimiento de que el gobierno proporcionaría apoyo para los costos de capital. El entendimiento finalmente resultó complicado debido a la falta de acuerdos escritos que delinearan el alcance y la naturaleza de ese apoyo o las aprobaciones necesarias para emprender renovaciones y reparaciones costosas.: 240 
Para la década de 1930, los funcionarios gubernamentales reconocieron que el sistema de escuelas residenciales era financieramente insostenible y no cumplía con el objetivo previsto de capacitar y asimilar a los niños indígenas en la sociedad euro-canadiense. Robert Hoey, Superintendente de Bienestar y Capacitación en la Rama de Asuntos Indios del Departamento federal de Minas y Recursos, se opuso a la expansión de nuevas escuelas, señalando en 1936 que "construir instituciones educativas, particularmente escuelas residenciales, mientras que el dinero a nuestra disposición es insuficiente para mantener las escuelas ya erigidas en un estado adecuado de reparación, es, para mí, muy poco sólido y una práctica difícil de justificar.": 3  Propuso la expansión de escuelas diurnas, un enfoque para educar a los niños indígenas que continuaría persiguiendo después de ser promovido a director de la rama de bienestar y capacitación en 1945. La propuesta fue resistida por la Iglesia Unida, la Iglesia Anglicana y los Oblatos Misioneros de María Inmaculada, quienes creían que la solución al fracaso del sistema no era la reestructuración sino la intensificación.: 3–5 
Entre 1945 y 1955, el número de estudiantes de las Primeras Naciones en escuelas diurnas administradas por Asuntos Indígenas aumentó de 9,532 a 17,947. Este crecimiento en la población estudiantil estuvo acompañado por una enmienda a la Ley del Indio en 1951 que permitió a los funcionarios federales establecer acuerdos con los gobiernos provinciales y territoriales y las juntas escolares con respecto a la educación de los estudiantes indígenas en el sistema escolar público. Estos cambios marcaron el cambio de política del gobierno de la educación orientada a la asimilación en las escuelas residenciales a la integración de los estudiantes indígenas en las escuelas públicas.: 71 
A pesar del cambio en la política de asimilación educativa a integración, la remoción de niños indígenas de sus familias por funcionarios estatales continuó durante gran parte de los años 60 y 70.: 147  Las remociones fueron el resultado de la adición en 1951 de la sección 88 de la Ley del Indio, que permitía la aplicación de leyes provinciales a los pueblos indígenas que vivían en reservas en casos donde no existían leyes federales. El cambio incluía el monitoreo del bienestar infantil. Sin requerimiento de formación especializada respecto a las tradiciones o estilos de vida de las comunidades que visitaban, los funcionarios provinciales evaluaban el bienestar de los niños indígenas basándose en valores euro-canadienses que, por ejemplo, consideraban insuficientes las dietas tradicionales de caza, pescado y bayas y justificaban la custodia de los niños. Este período resultó en la extracción masiva de niños indígenas de sus comunidades tradicionales, inicialmente denominada la Cosecha de los Sesenta por Patrick Johnston, autor del informe de 1983 Niños Nativos y el Sistema de Bienestar Infantil. A menudo tomados sin el consentimiento de sus padres o ancianos comunitarios, algunos niños fueron colocados en instalaciones de bienestar infantil administradas por el estado, cada vez más operadas en antiguas escuelas residenciales, mientras que otros fueron acogidos o dados en adopción por familias predominantemente no indígenas en todo Canadá y Estados Unidos. Mientras que Asuntos Indígenas y del Norte estima que 11,132 niños fueron adoptados entre 1960 y 1990, el número real podría ser tan alto como 20,000.: 182 
En 1969, después de años de compartir el poder con las iglesias, el DIA tomó el control total del sistema de escuelas residenciales.: 79–84  La última escuela residencial financiada por el gobierno federal, Kivalliq Hall en Rankin Inlet, cerró en 1997. Las escuelas residenciales operaron en todas las provincias y territorios canadienses, con la excepción de New Brunswick e Isla del Príncipe Eduardo. Se estima que el número de escuelas residenciales alcanzó su punto máximo a principios de los años 1930 con 80 escuelas y más de 17,000 estudiantes matriculados. Se cree que alrededor de 150,000 niños asistieron a una escuela residencial durante la existencia del sistema.: 2–3 